# Dharan
Dharan (nep. धरान) – miasto we wschodnim Nepalu; w dystrykcie Sunsari. Według spisu ludności w 2011 roku liczyło 119 915 mieszkańców. Ośrodek przemysłowy.